# 선율우
선율우(1986년 9월 9일 ~ )는 대한민국의 배우이다.

## 드라마
- (2015년) (SBS) 《미세스 캅》
- (2017년) (네이버TV) 《홍익슈퍼》 - 덩어리형사 1 역
- (2018년) (MBC) 《비밀과 거짓말》
- (2018년) (KBS W) 《시간이 멈추는 그때》
- (2019년) (TvN) 《드라마 스테이지 - 반야》
- (2021년) (KBS1) 《누가 뭐래도》
- (2021년) (KBS2) 《대박부동산》

## 영화
- (2015년) 《대배우》 ... 건달 1 역
- (2016년) 《바운티 헌터스: 현상금사냥꾼》 ... 엄삼부하 역
- (2017년) 《꾼》 ... 카지노 건달들 역
- (2017년) 《염력》 ... 민사장 검은양복들 역
- (2017년) 《신과함께: 인과 연》 ... 용역무리들 역 (천만영화)
- (2018년) 《언니》 ... 박영춘수하2 역
- (2019년) 《비스트》 ... 조선족 들개파 역
- (2019년) 《돈》 ... 한지철 사내들 역
- (2019년) 《신의 한 수: 귀수편》 ... 잡초 수하1 역
- (2019년) 《퍼펙트맨》 ... 수영장 문신덩치 역
- (2019년) 《시동》 ... 건달들 역
- (2020년) 《지푸라기라도 잡고 싶은 짐승들》 ... 두만조직원 5 역
- (2020년) 《사냥의 시간》 ... 도박장 조직원 3 역
- (2021년) 《더블패티》 ... 부심 1 역
- (2021년) 《강릉》 ... 오거리파 덩치 역
- (2022년) 《범죄도시 2》 ... 베트남 도박장 건달 6 역 (천만영화)
- (2024년) 《범죄도시 4》 ... 천 사장 부하 역 (천만영화)